# ジャルディーニ＝ナクソス
ジャルディーニ＝ナクソス（イタリア語: Giardini-Naxos）は、イタリア共和国シチリア州メッシーナ県にある、人口9,300人の基礎自治体（コムーネ）。
シチリア島北東岸、タオルミーナ湾に面したこの町は、古代ギリシアの植民都市ナクソスに起源を持つ。21世紀に入る頃から海岸リゾート地として観光化が進んだ。

## 名称
- シチリア語: Giaddini

## 地理
メッシーナ県南東端に位置するコムーネ。カターニアから北北東へ40km、県都メッシーナから南南西へ47kmの距離にある。

### 隣接コムーネ
隣接するコムーネは以下の通り。括弧内のCTはカターニア県所属を示す。
- カラタビアーノ (CT)
- タオルミーナ

## 行政

### 分離集落
ジャルディーニ＝ナクソスには、以下の分離集落（フラツィオーネ）がある。
- Chianchitta-Pallio, Naxos, Recanati, Calcarone, Schisò Ortogrande

## 歴史
古代都市ナクソスは、エトナ山から流れ出た溶岩大地の上に、紀元前735年、シチリア島初の古代ギリシアによる植民地として建設されたが、紀元前403年にはディオニュシオス1世により破壊された。その後は果樹園および漁港として維持されていたが、西暦2000年ごろからは観光地化が進んだ。海岸沿いには飲食店やホテルが立ち並び、夏場は観光客でにぎわい、タオルミーナとの間の直通のバスも6月 - 8月までの期間限定で夜遅くまで運行される。
考古学地区 (Zona Archeologica) と呼ばれる一帯には紀元前の町の遺跡が残存しており、固まった溶岩を用いて建設された往時の神殿跡などが見られる。この地区には考古学博物館もありジャルディーニ＝ナクソスのみならずシチリア一帯の遺物が展示されている。
産業はレモンの栽培、観光や飲食、そして鉄細工などがある。